# Molke

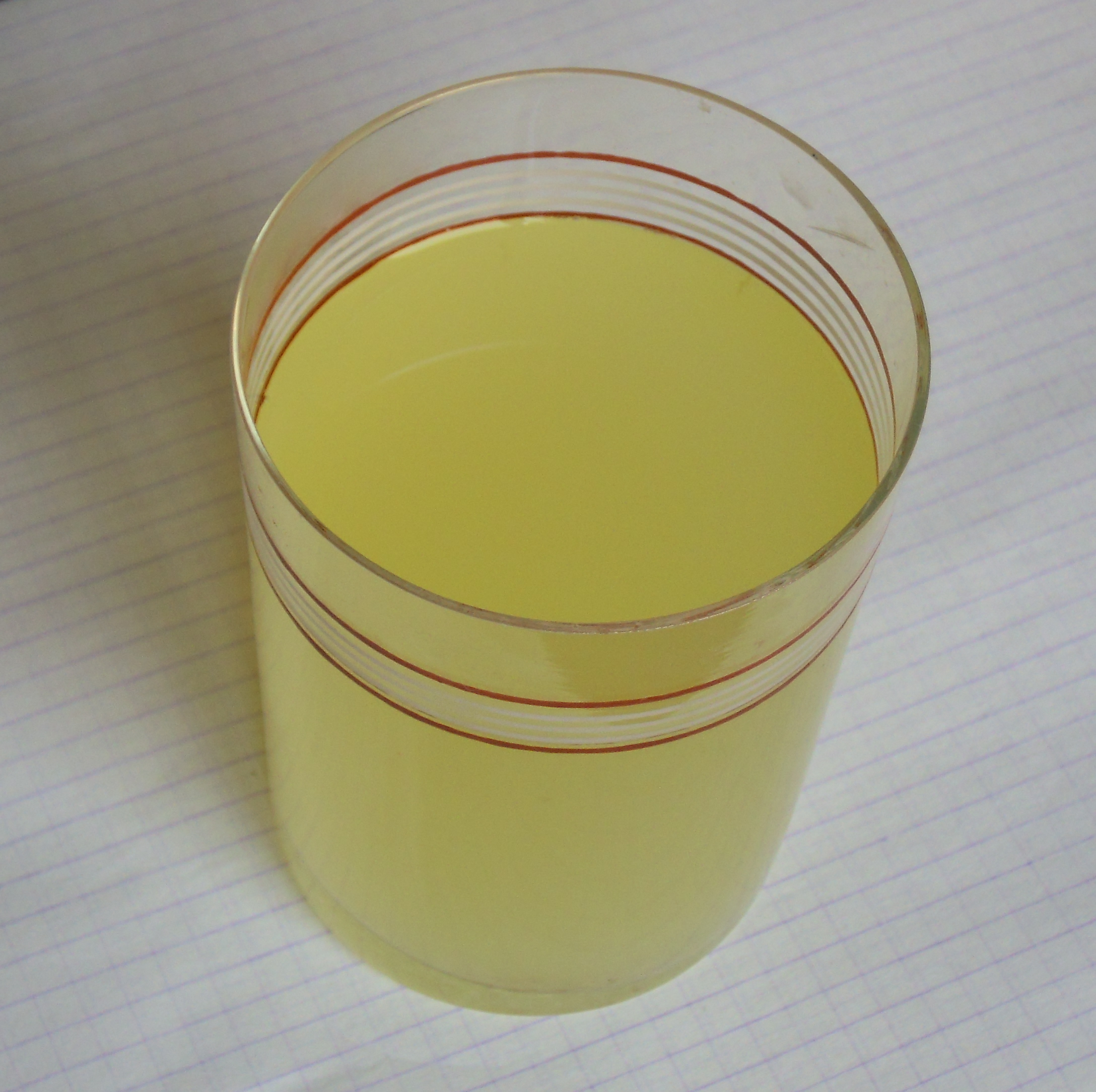
Molke

Molke (auch Molken, Käsemilch, Juchten, Schotte, Sirte, Waddike, Wedicke oder Zieger genannt; lateinisch Serum lactis) ist die wässrige grünlich-gelbe Restflüssigkeit, die bei der Käseherstellung entsteht. Sie ist der flüssige Teil, der nach der Gerinnung der Milch zu Käse oder Quark abgesondert werden kann. Es gibt zwei Sorten von Molke: die Süßmolke (auch Labmolke), die entsteht, wenn man Milch mit Lab zur Käseherstellung dicklegt, und die Sauermolke, die entsteht, wenn Milch durch Milchsäurebakterien fermentiert wird.
Zur Herstellung von Molkenkäse werden die Molkenproteine Albumin und Globulin durch Erhitzung abgetrennt. Zurück bleibt Milchserum, eine beinahe farblose Flüssigkeit, die nur noch die wasserlöslichen Bestandteile der Milch enthält: Lactose, Mineralstoffe und wasserlösliche Vitamine.

## Eigenschaften
Molke besteht zu 94 % aus Wasser, zu 4 bis 5 % aus Milchzucker und ist nahezu fettfrei. Außerdem enthält sie Milchsäure, die Vitamine B1, B2 (dies bewirkt die grünliche Farbe) und B6 sowie Kalium, Calcium, Phosphor und andere Mineralstoffe und 0,6 bis 1 % Molkenproteine. Molke enthält deutlich weniger Proteine als Milch. Insbesondere enthält sie anders als Milch kein Kasein. In Milch ist das Kasein hingegen das Hauptprotein. Süßmolke hat einen pH-Wert von 5,6 oder mehr, Sauermolke 5,1 oder weniger.

## Verwendung

### Landwirtschaft
Molke wird heute auch in der Schweinezucht verfüttert, vor allem in der Form von Molkenpulver. Viele Käsereien arbeiten daher eng mit Schweinemästereien zusammen.

### Käseherstellung
Süßmolke dient auch zur Herstellung von Molkenkäse. Reiner Molkenkäse ist nahezu fettfrei. Die flockige Masse, die sich nach dem Erhitzen der Süßmolke an der Oberfläche absetzt, ist Ausgangsstoff für die Erzeugung von Molkenkäse. Oftmals wird die Süßmolke noch angesäuert. Sehr bekannt sind die Käsesorten Ricotta, Ziger, der korsische Brocciu oder der norwegische Braunkäse.

### Getränke
Molke wird verschiedenen Erfrischungsgetränken als Molkenerzeugnis zugesetzt (z. B. Lattella). Verschiedene Getränkehersteller boten auch Cola, Apfelschorle und Orangenlimonaden mit Zusatz von Molke an, um mit dem Molkenmischerzeugnis das deutsche Pfandgesetz zu umgehen. Die mit der Molke hergestellten Getränke sind dadurch allerdings nach einem Urteil des LG Düsseldorf vom 29. Oktober 2010 (Az. 38 O 26/10) nicht mehr pfandfrei, denn die im Endprodukt vorhandenen Inhaltsstoffe unterscheiden sich gar nicht oder kaum von ähnlichen Erfrischungsgetränken, die ohne Molke hergestellt sind.
Setzt man dem Milchserum Fruchtkonzentrat, Gewürze, Aromen und Zucker zu, erhält man ein Milchserumgetränk (z. B. Rivella).

### Sonstige Nutzung zur Ernährung
Viele Kraftsportler benutzen Molkenprotein für den Muskelaufbau in Form von Proteinpulver als Nahrungsergänzungsmittel. Als solches überwiegend englisch als Whey-Protein bezeichnet, unterstützt es aufgrund seines hohen Gehalts an essentiellen Aminosäuren, insbesondere Leucin, die Muskelproteinsynthese nach dem Training. Es zeichnet sich durch eine schnelle Resorption im Körper aus, was es ideal für die Einnahme direkt nach intensiver Belastung macht. Studien belegen, dass die regelmäßige Supplementierung mit Whey in Verbindung mit einem gezielten Krafttraining zur Förderung des Muskelaufbaus und zur Reduktion der Regenerationszeit beitragen kann. Whey-Protein ist in verschiedenen Formen erhältlich, darunter Konzentrat, Isolat und Hydrolysat, die sich in Reinheit und Verdaulichkeit unterscheiden.
Das proteinhaltige Molkepulver findet zum Beispiel in Bäckereien, bei der Fertignahrungsherstellung und in den Molkereien selbst Anwendung.
Wird Süßmolke bei hoher Hitze gerührt und reduziert, entsteht der leicht karamellisierte Sig, der regional als Süßware verwendet wird.

### Kur- und Wellnessprodukt
Im 18. und 19. Jahrhundert wurde die als (bereits im Mittelalter bekannt) mild laxierend wirkende Molke als Lebenselixier angepriesen. Es entstanden zahlreiche Kuranstalten, um «Zivilisationskrankheiten» der städtischen Bevölkerung, ja selbst Lungenkrankheiten und Tuberkulose zu heilen. Um 1890 bestanden in der Schweiz gegen dreißig Molkenkurorte, doch schon um 1900 wurde Molke als nutzlos betrachtet. Die Molkekur war auch Programm und Teil der um 1900 virulenten Lebensreform-Bewegung.
Das Molke-Fasten ist eine Form des Heilfastens, bei der bis zu 1,5 Liter Molke täglich getrunken werden.

### Industrielle Nutzung
In der Kosmetik wird Molke ebenfalls verwendet. Sie wird zum größten Teil auch als Trockenpulver für industrielle Anwendung zwischengelagert.
Molke kann auch als Dünger verwendet werden. Eine weitere Anwendung findet die Molke als Komplexmedium (C-Quelle) in der Biotechnologie.
Darüber hinaus wird Molke als Stickstoffträger in der Bauindustrie verwendet, um in Energiesparhäusern die Brennbarkeit des Dämmstoffes Holzspäne zu reduzieren. Dabei werden die Holzspäne in Molke getränkt und getrocknet.
Aus Molke lässt sich nach Abtrennung des hochwertigen Molkenproteins durch Ultrafiltration deproteiniertes Molkenpermeat gewinnen. Aus dem konzentrierten Permeat wird Lactose für Futter- und Lebensmittelindustrie auskristallisiert. Als Überstand der Kristallisation verbleibt die Mutterlauge bzw. das teilentzuckerte Molkenkonzentrat (TEM), aus der weiteres Kristallisieren von Lactose mit konventionellen Verfahren unwirtschaftlich ist. Mit einem Gehalt von 18 %(m/v) Lactosemonohydrat und einer Salzfracht von bis zu 15 %(m/v) ist die Entsorgung über das kommunale Abwassersystem verboten. Der Restgehalt an Lactose und weitere in geringerer Konzentration enthaltene Kohlenhydrate führen dazu, dass bei dieser Art der Entsorgung im industriellen Abwasser der Grenzwert für den Chemischen und Biochemischen Sauerstoffbedarf überschritten wird. Eine Möglichkeit zur Abreicherung und wirtschaftlichen Nutzung der Lactose in TEM stellt die Vergärung zu Ethanol mittels β-Galactosidase-produzierender Mikroorganismen wie Kluyveromyces marxianus dar.